# Mes haines
Mes haines est un recueil de textes d’Émile Zola paru en 1866. Il regroupe des « causeries littéraires et artistiques » parues dans les journaux, principalement Le Salut public de Lyon, en 1865 et 1866. Elles sont précédées d'un texte liminaire dans lequel Zola expose les grands principes de son esthétique.

## Contenu

### Texte liminaire
« Haïr c’est aimer, c’est sentir son âme chaude et généreuse et bête. » Zola proclame haïr ce qui « blesse le juste et le vrai », les troupeaux, les claques assermentées, les coteries, les gens enterrés dans le passé, ceux qui « nient toute vérité qui n’est pas leur erreur. » Il se déclare « pour les libres manifestations du génie humain », espère « une galerie sans fin de tableaux vivants. ». Il souhaite l’apparition de « ceux qui frapperont le pus fort et le plus juste, dont les poings seront assez puissants pour fermer la bouche des autres. »
Claude Bonnefoy fait remarquer qu'en fait Zola ne nomme personne et ne désigne avec précision aucune école littéraire. Il s’en prend plutôt à des types d’attitude qu’à des doctrines particulières. « Tout cela ne va pas bien loin, sinon qu’on entend une voix et un rythme qui sont indubitablement d’un polémiste. Que les destinataires sortent de l’anonymat, et les coups deviendront redoutables. »

### L'Abbé ***
Zola critique le roman Le Moine, publié par un certain Abbé *** que la critique a identifié comme Jean-Hippolyte Michon. Il lui reproche d’utiliser un pseudonyme : « On signe hardiment quand on a des croyances hardies. ». Il pourfend une « prose lourde et pâteuse », une histoire incroyable « aussi lourde que mal contée » , « un entassement  ridicule de sottises et de puérilités. » Tout ceci conduit ce « pamphlet contre les moines » à manquer son but : « De pareils ouvrages gâtent les meilleures causes. » Zola précise bien qu’il n’entend pas défendre le christianisme attaqué : son « cri d’indignation » n’est que le cri d’un artiste révolté devant cette « caricature du monde réel. »

### Proudhon et Courbet
Si Zola crédite Proudhon d’être « un esprit honnête, voulant le juste et le vrai, qui tend au bien-être de l’humanité », il envisage les conséquences d’un système qui « voudrait nous forcer à la paix » : les esprits sont enrégimentés, les facultés réglementées, chaque homme étiqueté, n’étant plus « qu’un infime manœuvre. »
Surtout, leurs conceptions de l’art sont antinomiques. Dans Du principe de l'art et de sa destination sociale, Proudhon définit l’art comme « une représentation idéaliste de la nature et de nous-mêmes, en vue du perfectionnement physique et moral de notre espèce. » Pour Zola, « une œuvre d’art est un coin de la création vu à travers un tempérament. L’art est la libre expression d’un cœur et d’une intelligence, il est d’autant plus grand qu’il est personnel. » Proudhon, « qui juge l’art comme on juge la gymnastique et les racines grecques » met en avant l’art égyptien, l’art grec, l’art chrétien, « des œuvres qui semblent être le produit de la foule. » Zola lui oppose les génies de la Renaissance, Michel-Ange, Titien, Véronèse, Delacroix, « qui ont eu l’audace de penser pour eux et non pour leurs contemporains, de dire ce qu’ils ont dans leurs entrailles et non ce qu’ont dans les leurs les imbéciles de leur temps ».
En un mot, résume Zola : « Proudhon veut que l’art soit le produit de la nation, j’exige qu’il soit le produit de l’individu. »
Et si Proudhon admire Courbet, c’est pour de mauvaises raisons. Il ne voit pas ses tableaux du point de vue de l’art, de la facture, mais au point de vue de la pure pensée, il reste philosophe, il ne veut pas sentir en artiste, « voir l’homme que je trouve dans l’œuvre, cette individualité puissante qui a su créer un monde personnel que mes yeux ne pourront plus oublier et qu’ils reconnaîtront partout. »

### Le Catholique hystérique
L’article de Zola sur le roman de Barbey d’Aurevilly Un prêtre marié marque le début de plusieurs décennies d’antipathie réciproque et de polémiques. Le livre, « sorte de cauchemar fiévreux, rêve mystique et violent », produit d’un « tempérament excessif », l’a « exaspéré. » Si le personnage principal, Sombreval, « est un excellent portrait de l’incrédule moderne »,  les autres ne sont que des « poupées hallucinées. » Avec pour conséquence que « le grincement général de l’œuvre est d’autant moins agréable qu’il n’est pas naturel. » Quant à l’aspect « dogmatique » – la violente défense du célibat des prêtres –, son aspect « maladroit » provient du fait que l’écrivain ne s’est pas placé dans un milieu réel, et qu’à force « d’emportement fiévreux, de créations monstrueuses », il en vient à réfuter ses propres thèses.

### La Littérature et la Gymnastique
« Le malaise général qu’éprouvent nos sociétés aveugles en face d’un avenir incertain » provient de la rupture de l’équilibre entre le corps et l’esprit. Les œuvres classiques naissaient lorsque sang et nerfs avaient une égale puissance. Quand le sang l’emporte, les créateurs deviennent « de belles brutes florissantes ou des fous de l’esprit. » Mais leurs œuvres, « accidents d’ hommes mis en face du monde » tuent vite leurs auteurs. Il faut donc exercer son corps pour rétablir un équilibre. C’est ce que recommande Eugène Paz dans La Santé de l’esprit et du corps par la gymnastique. Mais si la gymnastique a été presque une religion pendant la période grecque et le Moyen Âge, un amusement et une passion honteuse sous l’empire romain, elle ne peut être au XIXe siècle qu’une question purement médicale. Les gymnases resteront donc longtemps vides, même si les œuvres produites entretemps conduisent sans doute à la démence.

### Germinie Lacerteux, par MM. Edmond et Jules de Goncourt
« Œuvre fiévreuse et maladive au charme provocant, qui monte à la tête comme un vin puissant »,  « ragoût littéraire fortement épicé » : Zola ne tarit pas d’éloges envers Germinie Lacerteux, des frères Goncourt. Cette œuvre « excessive et fiévreuse »  représente une illustration parfaite de sa conception de la littérature : « une indomptable énergie, un mépris souverain du jugement des sots et des timides, une audace large et superbe, une vigueur extrême de coloris et de pensée, une franchise brutale. » À ceux qui se récrieront, il répond à l’avance qu’il ne saurait y avoir de limite à l’étude de la vérité.

### Gustave Doré

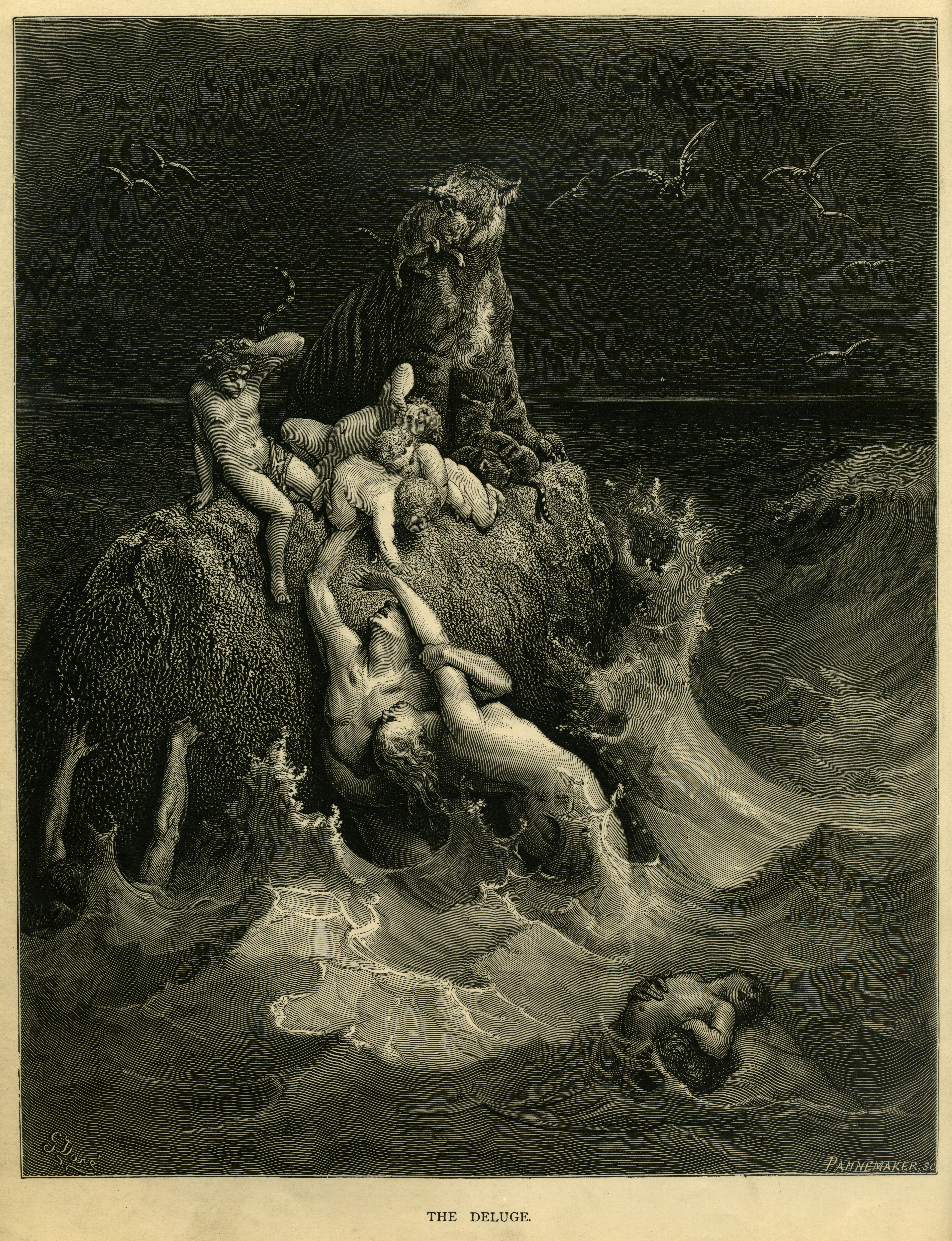
Gustave Doré, Le Déluge

Si Gustave Doré est « le plus merveilleux improvisateur du crayon qui ait jamais existé », il n’a aucun souci de la réalité et ne voit que ses songes, ceux d’un pays idéal. Son œuvre n’est donc pas solide, car elle manque de la charpente de la réalité. Rester dans ses songes peut également conduire à reproduire toujours la même vision, à adopter des formes dont on ne peut plus se débarrasser.
Gustave Doré publie sa Bible illustrée à l’âge de 33 ans. Pour Zola, c’est trop tôt : « J’aurais aimé qu’il gardât cette œuvre pour son dernier labeur, pour le travail grandiose qui eût conservé sa gloire. Où trouvera-t-il maintenant un sujet plus vaste ? »  Il est resté dans ses songes et a exagéré son rêve : « Il a voulu peindre de son crayon une Bible féérie, une suite de scènes semblant faire partie d’un drame gigantesque qui s’est passé on ne sait où, dans quelque sphère lointaine. »
Il l’a réalisée en deux ou trois ans, sans esquisses ou études préalables. C’est trop vite : « La gravure ne vit pas de notre vie, elle est trop blanche ou trop noire, elle semble le dessin d’un décor de théâtre, en dehors de toute réalité. » Ce qui n’empêche pas « une main habile, qui rend avec relief et puissance la pensée du dessinateur à l’instant où elle se formule. »

### Les Chansons des rues et des bois
Pour Zola, dont c’est le premier jugement publié sur Victor Hugo, Les Chansons des rues et des bois sont « le produit logique, inévitable, d’un certain tempérament mis en présence d’un certain sujet. » Hugo a parcouru la route qu’il devait forcément parcourir : « Je le comparerais volontiers à un homme qui resterait pendant vingt années les yeux fixés sur le même horizon ; peu à peu, il y a hallucination, les objets s’allongent, se déforment ; tout s’exagère et prend de plus en plus l’aspect idéal que rêve l’esprit éperdu. »
Ainsi, prophète effaré, les torchons qu’il voit sont toujours « radieux », il parle de la banlieue de Paris comme Dante a parlé du ciel et de l’enfer, et le paysage décrit ne ressemble pas plus au paysage réel que le rêve ne ressemble à la vérité.
« Les Chansons des rues et des bois sont une des faces nécessaires et fatales de ce génie tumultueux. Pour rien au monde je ne voudrais que le livre fût autre. L’étrange aurait été que le prophète quittât son large manteau biblique pour vêtir la simple blouse moderne. »

### La Mère, par M. Eugène Pelletan
Zola s’appuie sur le livre d’Eugène Pelletan, La Mère, pour affirmer haut et fort ses convictions : la femme étant l’égale de l’homme, il faut inscrire cette égalité dans la loi. La manière dont la femme a été considérée dans l’histoire – objet de première nécessité, objet de plaisir ou de luxe, instrument de perdition –  l’a en fait aliénée. Il est donc nécessaire à présent de « libérer la femme, libérer son corps, libérer son cœur, libérer son intelligence », à l’instar de ce qu’ont fait pour elles-mêmes la marquise de Rambouillet, Ninon de Lenclos ou Madame Roland.

### L'Égypte d'il y a trois mille ans
Comme Jeanne d’Arc qu’il ne peut comprendre, l’Égypte est une de ces énigmes du passé dont Zola « cherche le mot avec désespoir. »
Le livre de Ferdinand de Lanoye, Ramsès le Grand ou l’Égypte il y a trois mille trois cents ans, loin d’une histoire officielle relatée par les hiéroglyphes, loin des conjectures et des romans, lui convient parce qu'il donne les hypothèses sans en créer de nouvelles.
Cependant, même si les égyptiens ont eu, parmi les premiers, la notion d’un Dieu unique et de l’immortalité de l’âme, même si leur architecture et leur sculpture ont exprimé leurs croyances et leurs mœurs, « le ressort intérieur, le mécanisme secret de ce peuple » n’a pas encore été trouvé.

### La Géologie et l'histoire
L’Introduction générale à l’histoire de France, de Victor Duruy, est pour Zola « saine et fortifiante » Non seulement parce qu’elle est « une glorification de la France », mais surtout par sa méthode. La géologie permet de replacer l’histoire humaine à sa place dans l’évolution et d’abaisser l’orgueil de l’homme, dont les religions font le centre et le but de la création. La géographie physique permet d’établir les relations entre nature, disposition du sol et histoire.
Zola considère par contre comme discutable le chapitre consacré à une géographie morale de la France, dans lequel Duruy avance que les caractères et les mœurs dépendent du type de milieu habité. Les provinces auraient ainsi chacune une culture spécifique, voire une constitution médicale particulière.

### Un livre de vers et trois livres de prose
De La Lyre intime, poésies et dédicaces, recueil de poèmes d’André Lefèvre, Zola critique la préface : « J’estime, en général, que le vers doit se présenter seul, dans son ampleur ou sa grâce, sans aucune annotation. » Ce qui ne l’empêche pas de noter que ces poèmes l’ont réconcilié avec les vers car, contrairement à ceux de la jeune école lyrique, ils n’ont pas le ridicule de faire l’ombre sans avoir la clarté.
À propos de La Famille Marsal, d’Alexandre de Lavergne, « l’un de ceux qui ont créé le roman-feuilleton », il reconnaît l’avoir lu d’une seule haleine, ayant hâte de le finir : « Mes croyances littéraires se révoltaient, je lisais toujours, et, en dépit de moi-même, je prenais plaisir à cette lecture. »
À Adolphe Belot qui, dans L’Habitude et le souvenir, affirme que la première est la fille du second, Zola oppose la notion de mémoire.
Il conseille Les Duperies de l’amour, d’Ernest Daudet, aux « belles oisives », afin qu’elles se protègent contre les passions d’un jour.

### Les Moralistes français (M. Prévost-Paradol)
Des études de Prévost-Paradol sur Les Moralistes français (Montaigne, La Boétie, Pascal, La Rochefoucauld, La Bruyère, Vauvenargues), Zola retient les longues phrases, les horizons larges et « les échappées qui découvrent des coins de terre nouveaux. »

### Le Supplice d'une femme, et Les Deux Sœurs
Une querelle opposait Émile de Girardin et Alexandre Dumas fils à propos de la pièce qu'ils avaient écrite ensemble, Le Supplice d'une femme. Zola en tire une réflexion sur le théâtre, préférant « la vérité brutale et implacable » à « un monde de carton » prisonnier des conventions qui flattent le public.
Du même Girardin, Zola défend Les Deux Sœurs, pièce malmenée par la critique. Car c'est « l'étude franche du cœur humain, le drame vivant qui naît des fatalités sociales, la moralisation indirecte par l'exposé logique et puissant de la vérité ».

### Erckmann-Chatrian
Zola examine l'ensemble des œuvres d'Erckmann-Chatrian, qu'il compare ou oppose parfois à Balzac, mais dont « le monde est simple et naïf, réel jusqu'à la minutie, faux jusqu'à l'optimisme. » Si leurs parties romanesques sont d'une grande faiblesse, leurs parties descriptives sont admirables.

### M. Hippolyte Taine, artiste
Zola est séduit par la méthode critique utilisée par Hippolyte Taine dans son Histoire de la littérature anglaise : expliquer la genèse des œuvres au lieu de les jauger à la mesure d'un canon idéal.
Dans son article, il définit d'abord le style de Taine : d'une sécheresse extrême dans le plan et dans toutes les parties de pur raisonnement ; poète dans les exemples choisis pour l'application de sa théorie ; systématique qui obéit à une idée unique et qui emploie toute sa puissance à rendre cette idée invincible.
Puis il résume sa théorie :  les faits intellectuels ne seraient que le produit de l'influence sur l'homme de la race, du milieu et du moment. Zola conteste ce « système », pour lui trop simple, dont les interprétations peuvent être trop diverses. Mais il reproche surtout à Taine de ne pas prendre en compte la personnalité de l'artiste : « Que deviendrait l'art sans elle ? Les œuvres sont des filles tendrement aimées, auxquelles on donne son sang et sa chair, elles sont le cri d'un corps et d'un cœur, elles offrent le spectacle d'une créature rare, montrant à nu tout ce qu'il y a d'humain en elle. »

### Histoire de Jules César
Après s'être piqué de qualifier Napoléon III, auteur de l'Histoire de Jules César, de « confrère », Zola critique l'ouvrage sur plusieurs aspects :
- la neutralité de l'auteur, « dans la position fausse d'un homme qui fait par moments sa propre apologie. »
- le point de vue adopté : « Les historiens qui embrassent d'un coup d’œil l'horizon d'une époque cherchent à simplifier les lignes du tableau. Ils se placent en dehors de l'humanité, jugeant les hommes sous la seule face historique, et non dans leur être entier, et arrivent ainsi à formuler une vérité grave et solennelle qui ne saurait être toute la vérité. »
- l'explication du rôle de César dans l'histoire : « César est un homme de génie, un grand capitaine et un grand administrateur. Mais toute ma foi, toutes mes croyances se refusent à voir en lui un messie qui devait régénérer Rome, un maître nécessaire à la liberté et à la paix du monde. »
- le style : « J'avoue ne pas goûter cette allure solennelle, un peu pesante, cette nudité de la phrase, cette grisaille effacée. La vie du César providentiel demandait à être écrite sur le ton de l'épopée. »

## Analyse
Texte d'un ambitieux en quête d’une notoriété qui ne pouvait venir que par des coups d’éclat, profession de foi militante au lyrisme exalté et à la partialité pleinement affirmée, Mes Haines est surtout à entendre, par antiphrase, comme un bréviaire des ferveurs de Zola et comme l’expression des impatiences dont se doublent ses enthousiasmes artistiques et littéraires, pour Courbet, pour les frères Goncourt, pour Balzac, pour Taine, pour Michelet.
Qui Zola peut-il bien haïr ? Ceux précisément contre qui il défend ses amis : les écrivains et les peintres qui, refusant leur siècle, s’obstinent à parler une langue morte, les critiques qui rejettent toute nouveauté au nom de règles arbitraires ou par simple paresse d’esprit. Zola est déjà là tout entier, violent mais précis, fiévreux mais raisonneur, avide de lutte et de vérité, portant en lui les contradictions d’un siècle qu’il aime passionnément, qu’il entend vivre, comprendre et refléter. Sa démarche indique plus une direction qu’un but. Mais il sait à quoi il tourne le dos.
En même temps, il s’interroge sur la critique et s’efforce de définir une méthode. Presque tous ses articles comportent une partie théorique construite sur un double mouvement, de destruction d’abord, de reconstruction ensuite. Mais Zola n’oublie pas qu’il veut d’abord être romancier. Ses théories critiques tournent à une théorie de l’art. À la question : comment aborder les œuvres ? se substitue celle-ci : comment faire une œuvre et que doit-elle être ?
L’article d’idées, avant tout dialogue avec un lecteur et avec soi, convient au tempérament fougueux de Zola, à sa volonté de convaincre, à son goût pour la réflexion et le débat. Il est adapté à une personnalité qui se cherche, dans une époque de remise en question et de luttes. La campagne du Salut public de Lyon marque donc une étape capitale dans son évolution, moins par son contenu, que par le ton et les options prises. Des 24 articles publiés en 1864-1865, Zola en retiendra 14 pour le recueil Mes Haines. Sur le plan politique et social, il s’est rangé du côté des opposants au régime. S’il se laisse toujours emporter par quelques mots mobilisateurs, riches d’aspirations généreuses et d’ambiguïtés : « liberté », « fraternité », « république », il fait aussi appel à celui de « vérité ». Imprégné de positivisme, il croit en la science : « L’humanité monte vers la cité idéale. La science lui ouvre les voies », il a confiance en son époque, dont les mutations lui paraissent sources de maintes richesses à explorer.
Sur le fond, le recueil Mes Haines exprime une pensée cohérente et ferme, et marque le point de départ du Naturalisme, au sens complexe dans lequel Zola entendra ce mot. Il ne le proncone pas encore, mais il en développe les principes essentiels.

## Prépublications
- Texte liminaire : Le Figaro, 27 mai 1866. [lire en ligne]
- L'Abbé *** : Le Salut public, 17 juin 1865.
- Proudhon et Courbet : Le Salut public, 26 juillet et 31 août 1865.
- Le Catholique hystérique : Le Salut public, 10 mai 1865, sous le titre Un prêtre marié, par M. Barbey d'Aurevilly. Le texte paru dans Mes Haines comporte des additions importantes[10].
- La Littérature et la Gymnastique : Le Salut public, 5 octobre 1865.
- Germinie Lacerteux, par MM. Edmond et Jules de Goncourt : Le Salut public, 24 février 1865.
- Gustave Doré : Le Salut public, 14 décembre 1865.
- Les Chansons des rues et des bois : pas de prépublication[2].
- La Mère, par M. Eugène Pelletan : Le Salut public, 7 juillet 1865.
- L'Égypte d'il y a trois mille ans : Le Salut public, 29 novembre 1865.
- La Géologie et l'histoire : Le Salut public, 14 octobre 1865, sous le titre Introduction générale à l'histoire de France par M. Victor Duruy.
- Un livre de vers et trois livres de prose : Le Salut public, 6 février et 7 septembre 1865. Non repris dans la réédition de 1879.
- Les Moralistes français (M. Prévost-Paradol) : Le Salut public, 23 janvier 1865.
- Le Supplice d'une femme, et Les Deux sœurs : Le Salut public, 25 juin 1865 pour la critique du Supplice d'une femme. La critique des Deux Sœurs, datée du 16 septembre 1865, fut refusée par le journal[11].
- Erckmann-Chatrian : Le Salut public, 29 avril et 1er mai 1865.
- M. Hippolyte Taine, artiste : La Revue contemporaine, 15 février 1866, sous le titre L'Esthétique professée à l'École des Beaux-Arts.
- Histoire de Jules César : pas de prépublication. L'article a sans doute été refusé par L’Écho du Nord[12].

## Éditions
- Édition originale : Achille Faure, 1866. [lire en ligne]
- Réédition en 1879 chez Charpentier. Mon Salon et Édouard Manet, étude biographique et critique remplacent le chapitre Un livre de vers et trois livres de prose. [lire en ligne]
- Émile Zola, Œuvres complètes, t. 10, Cercle du livre précieux, édition de Claude Bonnefoy, 1968.
- Émile Zola, Mes Haines, édition de François-Marie Mourad, Garnier-Flammarion, 2012 (ISBN 978-2-08-126777-0). Lire la préface en ligne